# Dicaeum hypoleucum
El picaflores zumbador (Dicaeum hypoleucum) es una especie de ave paseriforme de la familia Dicaeidae endémica de Filipinas.

## Distribución y hábitat
Se encuentera en la mayor parte de las islas de Filipinas, salvo las islas del oeste y el centro del archipiélago. Su hábitat natural son los bosques húmedos tropicales.